# Robert Eads
Robert Eads, né le 18 décembre 1945 et mort le 17 janvier 1999, est un homme trans américain, dont la vie et la mort ont fait en 2001 l'objet d'un documentaire intitulé Southern Comfort (en) qui a reçu plusieurs prix.
Après sa transition, Eads a jugé inopportun de subir une opération pour avoir des organes génitaux masculins. En 1996, lorsqu'on lui a détecté un cancer de l'ovaire, plus d'une douzaine de médecins ont refusé de le soigner au motif qu'un patient de genre variant comme lui était susceptible de nuire à leur pratique. Quand il a finalement été accepté pour recevoir un traitement en 1997, le cancer avait « déjà formé des métastases dans d'autres parties du corps, rendant de futurs traitements vains ».

## Vie familiale
Robert Eads a commencé sa transition vers quarante ans, après avoir été marié à un homme, et avoir mis deux enfants au monde. Eads a par la suite décrit le fait d'être enceinte comme « le meilleur et le pire (moment) de sa vie » ;  ravi de sentir une autre vie grandir à l'intérieur de lui, mais dégoûté de se sentir encore plus « coincé » à l'intérieur d'un corps de femme. Il a divorcé après la naissance de son deuxième fils, et s'est présenté un certain temps en tant que lesbienne, même s'il a toujours considéré son attirance pour les femmes comme étant une attirance d'homme hétérosexuel, plutôt que celle d'une femme homosexuelle[réf. nécessaire].

## Transition
Eads a commencé sa transition à la fin des années 1980, après avoir déménagé en Floride. Il a commencé à prendre de la testostérone et a subi une mastectomie pour avoir un physique plus masculin. Toutefois, compte tenu de son âge et des premiers symptômes de la ménopause, Eads a été avisé qu'il n'aurait pas besoin de subir une hystérectomie et une ovariectomie bilatérale dans le cadre de sa réattribution sexuelle. De même, Eads n'a jamais réalisé de phalloplastie. Après avoir vécu en Floride pendant un certain temps, et après l'échec de son second mariage (à une femme psychologue), Eads a déménagé en Géorgie en 1996,.
En 1996, après un épisode de douleur abdominale sévère, et de saignements vaginaux, Eads a cherché un traitement médical d'urgence, et a reçu un diagnostic de cancer de l'ovaire. Cependant, plus d'une douzaine de médecins, par la suite, ont refusé de traiter Eads, au motif qu'un patient comme lui était susceptible de nuire à leur pratique.
C'est en 1997 qu'Eads a finalement été accepté pour bénéficier d'un traitement à l'hôpital de l'université de médecine de Géorgie, où il a reçu une chirurgie, une chimiothérapie et de la radiothérapie au cours de l'année suivante. Au moment où Southern Comfort a été filmé en 1998, le cancer avait métastasé jusqu'à l'utérus, au cervix et à d'autres organes de l'abdomen, et son pronostic était mauvais. Malgré un traitement intensif, Eads est mort dans une maison de soins infirmiers à Toccoa, en 1999, à 53 ans[réf. nécessaire].

## Southern Comfort, film documentaire
En 2001 est sorti un documentaire intitulé Southern Comfort (en), retraçant la dernière année de la vie de Robert Eads et les circonstances de sa mort, film qui a reçu plusieurs récompenses,.